# Ǔ
Cette page contient des caractères spéciaux ou non latins. S’ils s’affichent mal (▯, ?, etc.), consultez la page d’aide Unicode.
Ǔ (minuscule : ǔ), appelée Ǔ caron, U antiflexe ou U hatchek, est un graphème utilisé dans les alphabets de l’awing, du bangolan, du four, du koonzime, du kwanja, du lingala, de l’oudi, et dans la translittération hanyu pinyin du chinois. Il s’agit de la lettre U diacritée d'un caron.

## Utilisation

### Langues à tons
Dans plusieurs langues à tonales le ‹ ǔ › représente le même son que le ‹ u › et le caron indique le ton montant. Mais il y a d’autres utilisations :
- Pinyin : le caron indique un ton descendant légèrement et puis montant.

## Représentations informatiques
Le U caron peut être représenté avec les caractères Unicode suivants :
- précomposé (latin étendu B)[1] :

| formes    | représentations | chaînes de caractères | points de code | descriptions                    |
| --------- | --------------- | --------------------- | -------------- | ------------------------------- |
| capitale  | Ǔ               | Ǔ                     | U+01D3         | lettre majuscule latine u caron |
| minuscule | ǔ               | ǔ                     | U+01D4         | lettre minuscule latine u caron |

- décomposé (latin de base, diacritiques) :

| formes    | représentations | chaînes de caractères | points de code | descriptions                                |
| --------- | --------------- | --------------------- | -------------- | ------------------------------------------- |
| capitale  | Ǔ               | U◌̌                    | U+0055 U+030C  | lettre majuscule latine u diacritique caron |
| minuscule | ǔ               | u◌̌                    | U+0075 U+030C  | lettre minuscule latine u diacritique caron |